# Calathea attenuata
Calathea attenuata är en strimbladsväxtart som beskrevs av H.A.Kenn. Calathea attenuata ingår i släktet Calathea och familjen strimbladsväxter. Inga underarter finns listade.